# Things We Like
Things We Like — второй сольный альбом британского музыканта Джека Брюса, выпущенный в конце 1970 года лейблом Polydor Records (Великобритания) и в начале 1971 года лейблом Atco Records (США). В 2003 году переиздан на CD с добавлением одного бонус-трека.

## Об альбоме
Несмотря на то, что этот альбом стал вторым в сольной дискографии Брюса, записан он был раньше своего предшественника Songs for a Tailor, в августе 1968 года, когда Брюс еще был участником группы Cream. На персональном сайте Брюса указано, что большинство мелодий этого альбома Брюс написал в 1955 году, в возрасте 12 лет. Альбом содержит семь инструментальных композиций в стиле пост-боп. Брюс исполнял партии на контрабасе, партии гитары — Джон Маклафлин, на саксофонах и ударных инструментах играли двое бывших коллег Брюса по The Graham Bond Organisation.

## Список композиций
Сторона А
1. "Over the Cliff" – 2:56
2. "Statues" – 7:35
3. "Sam Enchanted Dick" – 7:28
a. "Sam Sack" (Milt Jackson)
b. "Rill's Thrills" (Dick Heckstall-Smith)
4. "Born to be Blue" (Mel Tormé, Robert Wells) – 4:26
Сторона Б
5. "HCKHH Blues" – 8:59
6. "Ballad for Arthur" – 7:42
7. "Things We Like" – 3:38
Бонус-трек на 2003 CD
8. "Ageing Jack Bruce, Three, From Scotland, England" (Heckstall-Smith) – 5:20

## Участники записи
- Джек Брюс —контрабас
- Дик Хекстолл-Смит — саксофоны
- Джон Маклафлин – гитара (tracks 3-8)
- Jon Hiseman — ударные